# Elecciones parlamentarias de Timor Oriental de 2012
Las elecciones parlamentarias de Timor Oriental de 2012 tuvieron lugar el 7 de julio del mencionado año con el objetivo de renovar los 65 escaños del Parlamento Nacional, que ejercería sus funciones por el período 2012-2017. Fueron las terceras elecciones parlamentarias de la historia timorense, así como las segundas elecciones parlamentarias regulares bajo la constitución de 2002. Fueron las primeras (y únicas) parlamentarias bajo la presidencia de Taur Matan Ruak.
El gobierno encabezado por el primer ministro Xanana Gusmão, del Congreso Nacional para la Reconstrucción de Timor (CNRT), se vio sacudido por conflictos internos en el seno de sus socios de coalición, el Partido Democrático (PD) y la lista conjunta entre el Partido Social Demócrata y la Asociación Social Demócrata Timorense (ASDT), esta última rota durante la legislatura y no reeditada para las parlamentarias, así como un conflicto entre el primer ministro y el presidente, José Ramos-Horta. Esto influyó en las elecciones presidenciales, en las que Gusmão no respaldó a Ramos-Horta y facilitó su derrota electoral, llevando a Taur Matan Ruak a la presidencia. El opositor Frente Revolucionario de Timor Oriental Independiente (Fretilin) concurrió a las elecciones fortalecido por la crisis en la coalición gobernante, mientras que Gusmão centró la campaña del CNRT en la búsqueda de un mandato estable que le permitiera gobernar en solitario. Las Naciones Unidas anunciaron que retirarían las tropas de su país si las elecciones se desarrollaban pacíficamente.
El CNRT ganó las elecciones con un 36,66% de los votos y se convirtió en la primera fuerza parlamentaria con 30 de los 65 escaños, tan solo 3 por debajo de la mayoría absoluta. El Fretilin obtuvo un resultado muy similar al de las anteriores elecciones en términos porcentuales, con un 29,87% de los sufragios válidos, pero aumentó de 21 a 25 escaños debido a que menos partidos cruzaron el umbral del 3% requerido para obtener representación. No obstante, se trató de la primera vez que no era la fuerza más votada frente a los demás partidos políticos (incluyendo la primera vuelta de las presidenciales de 2007 y 2012). En tercer lugar se ubicó el PD con un 10,31% de los votos y retuvo los 8 escaños que tenía hasta el momento con una ligera caída porcentual. Separados, el PSD y la ASDT perdieron todos sus escaños y cayeron en la irrelevancia política, mientras que una escisión del Fretilin, el Frente para la Reconstrucción Nacional de Timor Oriental - Cambio (Frenti-Mudança), consiguió el 3,11% de los votos e ingresar con 2 diputados al Parlamento. Entre los partidos que no consiguieron ingresar, el partido nacionalista enfocado a la juventud desempleada Kmanek Haburas Unidade Nasional Timor Oan (KHUNTO) obtuvo el 2,97% y se quedó a unos pocos cientos de votos de entrar al legislativo. La participación fue del 74,78% del electorado registrado, lo que se mantiene hasta la fecha como la concurrencia más baja en una elección timorense.
Los resultados provocaron una serie de disturbios violentos en la capital, Dili, por parte de partidarios del Fretilin, aunque el partido negó su responsabilidad. Los esfuerzos para un gobierno de unidad nacional entre el CNRT y el Fretilin se descartaron. Finalmente, se conformó un nuevo gobierno de coalición entre el CNRT, el PD y el Frenti-Mudança, con Gusmão siendo reelegido en el cargo de primer ministro y el Fretilin como único partido de la oposición. Permanece hasta la fecha como la única vez que un primer ministro timorense ha sido reelegido consecutivamente.

## Antecedentes

### IV Gobierno Constitucional
Después de los disturbios de 2006, la Fuerza Internacional de Estabilización (FSI) liderada por Australia y la Misión Integrada de las Naciones Unidas en Timor Oriental (UNMIT) habían restablecido la paz y el orden en Timor Oriental. Un intento de asesinato el 11 de febrero de 2008 contra el presidente José Ramos-Horta y el primer ministro Xanana Gusmão resultó en la muerte del líder rebelde Alfredo Reinado. Posteriormente, el movimiento rebelde colapsó. Aquellos de sus miembros que habían sido declarados culpables de participar en el asesinato fueron indultados por el presidente Ramos-Horta en 2010. En marzo de 2011, la Policía Nacional de Timor Oriental (PNTL) asumió plenamente la responsabilidad de la seguridad en el país. Las FSI y la UNMIT tenían previsto abandonar el país en 2012, después de que se hubieran celebrado las elecciones presidenciales y parlamentarias previstas para ese año.
El país se había estabilizado en gran medida, pero se produjeron enfrentamientos esporádicos entre diversos grupos de artes marciales y bandas juveniles, durante los cuales también se incendiaron casas, más recientemente en Comoro y en 2011 en Zumalai y Luro. Además, la organización de veteranos CPD-RDTL provocó disturbios mediante protestas en curso. Las elecciones locales del 9 de octubre de 2009 transcurrieron sin mayores incidentes. El Fretilin, que se había mantenido como el partido más grande del país en las elecciones de 2007, era la principal oposición a la Alianza para la Mayoría Parlamentaria (AMP) coalición gubernamental de cinco partidos compuesta por el Congreso Nacional para la Reconstrucción de Timor (CNRT), el Partido Democrático (PD), la Asociación Social Demócrata Timorense (ASDT), el Partido Social Demócrata (PSD) y la Unidad Nacional Democrática de la Resistencia Timorense (UNDERTIM). El Fretilin acusó al gobierno de inconstitucionalidad durante todo el período legislativo, amparándose en su papel de partido más grande del Parlamento Nacional. Además, varios miembros del gobierno eran sospechosos de corrupción, pero esto no pudo confirmarse en ningún caso. Sin embargo, el 8 de junio, la ministra de Justicia, Lúcia Lobato, del PSD, fue condenada a cinco años de prisión por mala gestión de fondos.

### Conflictos intrapartidarios
Durante la legislatura, varios partidos tuvieron que hacer frente a divisiones y luchas entre facciones internas. El ala reformista del Fretilin, encabezada por el vice primer ministro José Luís Guterres, se escindió y fundó el  Frente para la Reconstrucción Nacional de Timor Oriental - Cambio, abreviado como Frenti-Mudança. Hubo luchas de poder internas en KOTA, UNDERTIM estaba dividida internamente y un diputado del Partido de Unidad Nacional (PUN) renunció y asumió como independiente. Los diputados del ASDT se enfrentaron con su base. Mientras el partido firmaba una declaración de alianza con el Fretilin, los parlamentarios del ASDT amenazaron con seguir trabajando con el primer ministro Gusmão independientemente de si el partido declaraba abandonar la coalición gobernante. El anterior presidente de la ASDT, Francisco Xavier do Amaral (que había sido el primer presidente de Timor Oriental durante su efímera declaración de independencia en 1975), tenía problemas de salud y vio su cargo amenazado por el ministro de Turismo, Gil da Costa Alves, elegido presidente ejecutivo en agosto de 2011. Sin embargo, su elección fue revocada por el Tribunal Supremo de Timor Oriental. El 5 de marzo de 2012, Amaral murió de cáncer en Dili. La disputa continuó hirviendo entre la facción en torno a Alves, que era cercana a mantenerse como socio de coalición del CNRT, y los antiguos partidarios de Amaral en torno a João Correia, cuya facción apoyó a José Ramos-Horta en las elecciones presidenciales del 17 de marzo de 2012 y quería nombrarlo presidente honorario de la ASDT.
En el PD hubo una disputa sobre la formación del gobierno. Los diputados del oeste del país (región conocida como Loro Munu) consideraron que la representación proporcional regional no estaba garantizada y que los políticos del PD del este (Loro Sae) eran favorecidos en la formación del gabinete. El conflicto se resolvió con el nombramiento de Adriano do Nascimento como Ministro de Agricultura, Silvicultura y Pesca. A cambio, el diputado del PD Lucas da Costa, nacido en Occidente, se presentó a las elecciones presidenciales de 2012, en las que también participó el líder de su partido, Fernando Lasama de Araújo, nacido en el este. Araújo finalmente quedó cuarto con el 17,30%, mientras que Costa recibió sólo el 0,83% de los votos. Ambos quedaron así eliminados en la primera vuelta de las elecciones presidenciales, al igual que el presidente en ejercicio, Ramos-Horta, con un 17,48%. Después de las elecciones presidenciales, Ramos-Horta, que a diferencia de la vez anterior no había recibido el apoyo del CNRT, anunció que trabajaría con el PD en las elecciones parlamentarias. Posteriormente, también prometió su apoyo a la ASDT. Si se sumaran los votos de Lasama y Ramos-Horta en las elecciones presidenciales, eso significaría un 35% de los votos en las elecciones generales para el PD, lo que lo convertiría en la fuerza más fuerte en el nuevo parlamento, por delante del Fretilin y el CNRT. Sin embargo, esto no era seguro. Tampoco estaba claro si el PD volvería a formar una coalición con el CNRT o, en contraste con su postura negativa anterior, con el Fretilin.  En el caso de un gobierno de coalición con participación del PD, se especuló que el puesto de primer ministro podía ser para Ramos-Horta. Sin embargo, Ramos-Horta anunció que consideraba terminada su carrera política y descartó asumir cualquier cargo político al final de la campaña electoral.
Según la Constitución de Timor Oriental, incluso si las negociaciones de coalición fracasaran, sería posible un gobierno minoritario bajo el mando del partido más fuerte si el presidente le confiara la formación de un gobierno. Algunos expertos advirtieron en contra de esta solución, afirmando que en este caso los críticos del sistema parlamentario podrían intervenir militarmente.
Poco antes de las elecciones, Gusmão y destacados miembros del PSD entraron en desacuerdo, y el líder del partido, Zacarias da Costa, incluso amenazó con dimitir como Ministro de Asuntos Exteriores mediante un mensaje de texto en 2010. Gusmão, por su parte, insultó directamente a Da Costa en una reunión televisada del Consejo de Ministros. Por lo tanto, se barajó la posibilidad de una alianza entre el PSD y el Fretilin después de las elecciones. Se esperaba que Frenti-Mudança formara una coalición con el CNRT si fuera necesario. Otro posible socio de coalición del CNRT podría ser el nuevo Partido de Desarrollo Nacional (PDN), cuyo líder Fernando Dias Gusmão había sido secretario general del PSD antes de perder las elecciones internas ante Da Costa.

## Sistema electoral
Las elecciones se realizaron bajo el texto constitucional sancionado en 2002 y la Ley Electoral vigente. Bajo la misma, el Parlamento Nacional unicameral se compone de 65 escaños, elegidos por representación proporcional con listas cerradas y distribución por sistema d'Hondt para un mandato de cinco años. Se realizaron numerosas modificaciones al sistema empleado para la elección de la Asamblea Constituyente en 2001, siendo abolidos los escaños elegidos directamente por las municipalidades e implementándose un nuevo umbral electoral del 3% de los votos para acceder a representación proporcional. Asimismo, solo los partidos o coaliciones podrían presentar candidaturas en las elecciones, aunque no sería obligatorio que los candidatos estuvieran afiliados al partido que los presentara (permitiendo que los independientes se postularan por medio de una lista partidaria). También se prohibió que los parlamentarios electos cambiaran de partido durante la legislatura subsiguiente. Si intentaran hacerlo, perderían su escaño y este sería ocupado por su sucesor en la lista.
Las listas partidarias debían estar compuestas por hasta 90 candidatos, y los últimos 25 candidatos eran sustitutos de los candidatos a diputados. Al menos un 20% de la lista debía estar integrada por mujeres. Todos los ciudadanos timorenses tienen derecho a voto a partir de los diecisiete años. Antes del inicio de la campaña electoral, los representantes de los partidos participantes firmaron un código de conducta en el que se comprometían a realizar una campaña electoral justa, no violenta y democrática.
Los partidos registrados reciben apoyo financiero estatal de la Comisión Nacional Electoral (CNE) en función de la proporción de escaños obtenidos por el partido en el Parlamento Nacional. En 2011, por primera vez, el monto total de financiación para todos los partidos en el Parlamento fue de tres millones de dólares estadounidenses, frente a un millón de dólares anuales. Los partidos que no estaban representados en el Parlamento pero que estaban registrados para competir en las parlamentarias recibieron 30.000 dólares del CNE, y las coaliciones de partidos recibieron 45.000 dólares.

## Partidos y candidatos

### Presentación de listas

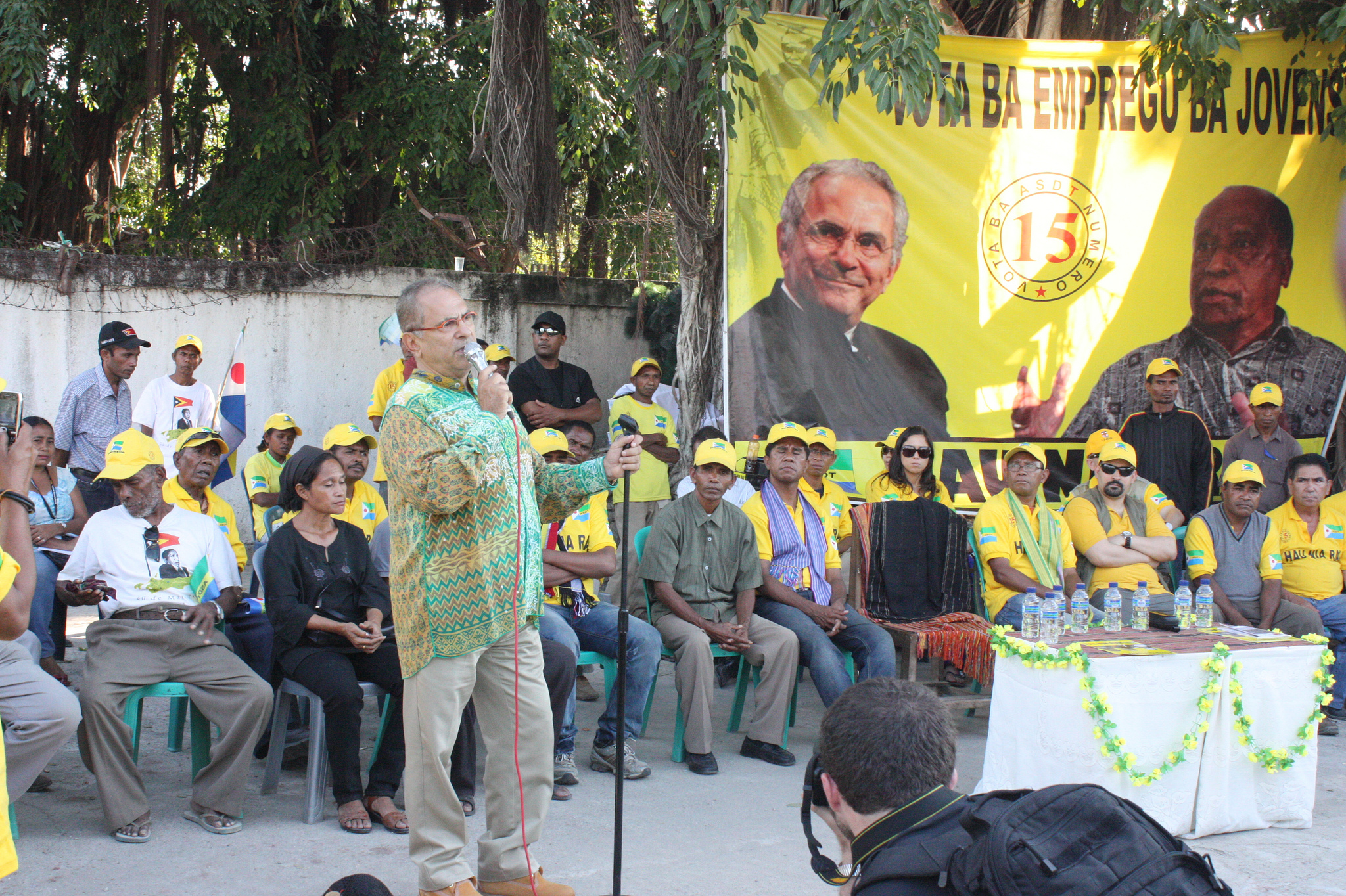
El expresidente José Ramos-Horta en un acto de campaña de la ASDT.

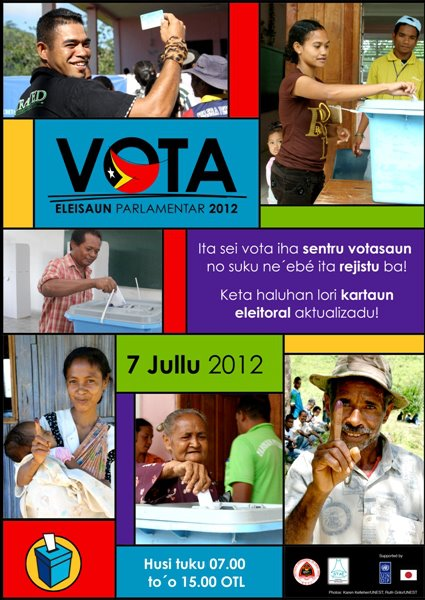
Convocatoria del Secretariado Técnico de Administración Electoral.

El 12 de mayo, el CNE sorteó el orden de los partidos y las listas de candidatos en las papeletas de votación. El Partido Nacionalista Timorense (PNT), nacionalista y proindonesio, y el tradicional y monárquico Partido Popular de Timor (PPT) no presentaron sus listas de candidatos a las autoridades antes de la fecha límite del 11 de mayo y, por tanto, no fueron admitidos a las elecciones. Incluso los partidos principales (el Fretilin, el CNRT o el PD) y otros cinco partidos presentaron su lista sólo el último día. El PSD colocó a Lúcia Lobato en segundo lugar en su lista antes de su condena, lo que provocó críticas públicas al partido por parte de su exlíder Mário Viegas Carrascalão. Este último no se presentó a la reelección debido a su estado de salud.
La división interna del ASDT llevó al partido a presentar dos listas electorales al CNE. Una del ministro de Turismo, Alves, y otra de João Correia. La Corte Suprema de Justicia de Timor Oriental dictaminó que solo la lista de Correia cumplía con el requisito requerido de tener la aprobación de un congreso del partido. Como resultado, ninguno de los anteriores parlamentarios y miembros del gobierno del ASDT estauvo en la lista. La disputa fue más complicada en la UNDERTIM, de la que también fueron presentadas dos listas electorales por distintas ramas del partido. El CNE volvió a lanzar un ultimátum, pero los grupos en torno al líder del partido Cornelio Gama y al secretario general Reis Kadalak no pudieron ponerse de acuerdo sobre una lista común, lo que llevó a la exclusión de UNDERTIM de las elecciones del 1 de junio. Sin embargo, esto fue revertido por el Tribunal de Apelaciones el 4 de junio después de que las dos alas de UNDERTIM pudieran ponerse de acuerdo sobre una lista común. Una candidata destacada de la UNDERTIM fue Angelita Pires, excandidata presidencial y amante del fallecido líder rebelde Alfredo Reinado.
En las elecciones de 2007, siete partidos no habían logrado superar el umbral del 3%. Seis de ellos unieron fuerzas después de las elecciones para formar la Liga Democrática Progresista (PLD) para lograr una mayor visibilidad. Sin embargo, el resultado de esta cooperación apenas fue registrable. También en esta ocasión se esperaba que la mayoría de los numerosos partidos recién formados no obtuvieran un escaño en el parlamento. Las mejores oportunidades las tenían todavía el Frenti-Mudança, el PDN y Kmanek Haburas Unidade Nasional Timor Oan (KHUNTO). KHUNTO tenía estrechos vínculos con un grupo de artes marciales y su bastión se ubicaba en el distrito de Ainaro.

### Listas participantes
| N.º | Partido | Partido | Escaños (2007) |
| --- | ------- | --- | -------------- |
| 1   |         | Unión Democrática Timorense (UDT)                                                                                            |                |
| 2   |         | Partido Republicano (PR) |                |
| 3   |         | Partido del Desarrollo Nacional (PDN)                                                                                        |                |
| 4   |         | Alianza Democrática (Asociación de Héroes Timorenses + Partido del Pueblo de Timor)                                          | 2/65           |
| 5   |         | Partido Unidad Nacional (PUN)                                                                                                | 3/65           |
| 6   |         | Partido Democrático (PD) | 8/65           |
| 7   |         | Partido Demócrata Timorense (PTD)                                                                                            |                |
| 8   |         | Partido Social Demócrata (PSD)                                                                                               | 6/65           |
| 9   |         | Frente para la Reconstrucción Nacional de Timor Oriental - Cambio (Frenti-Mudança)                                           |                |
| 10  |         | Kmanek Haburas Unidade Nasional Timor Oan (KHUNTO)                                                                           |                |
| 11  |         | Congreso Nacional para la Reconstrucción de Timor (CNRT)                                                                     | 18/65          |
| 12  |         | Frente Revolucionario de Timor Oriental Independiente (Fretilin)                                                             | 21/65          |
| 13  |         | Partido del Desarrollo Popular (PDP)                                                                                         |                |
| 14  |         | Coalición del Bloque Proclamador / Partido Republicano Nacional de Timor Oriental-Partido Milenio Democrático (PARENTIL-PMD) |                |
| 15  |         | Asociación Social Demócrata Timorense (ASDT)                                                                                 | 5/65           |
| 16  |         | Partido Socialista de Timor (PST)                                                                                            |                |
| 17  |         | Partido Demócrata Cristiano (PDC)                                                                                            |                |
| 18  |         | Partido Liberal (PL) |                |
| 19  |         | Asociación Popular Monarquista Timorense (APMT)                                                                              |                |
| 20  |         | Unión Nacional Democrática de Resistencia Timorense (UNDERTIM)                                                               | 2/65           |
| 21  |         | Coalición Partido por la Libertad del Pueblo de Aileba-Partido de la República Democrática de Timor Oriental (PLPA/PDRT)     |                |

## Campaña

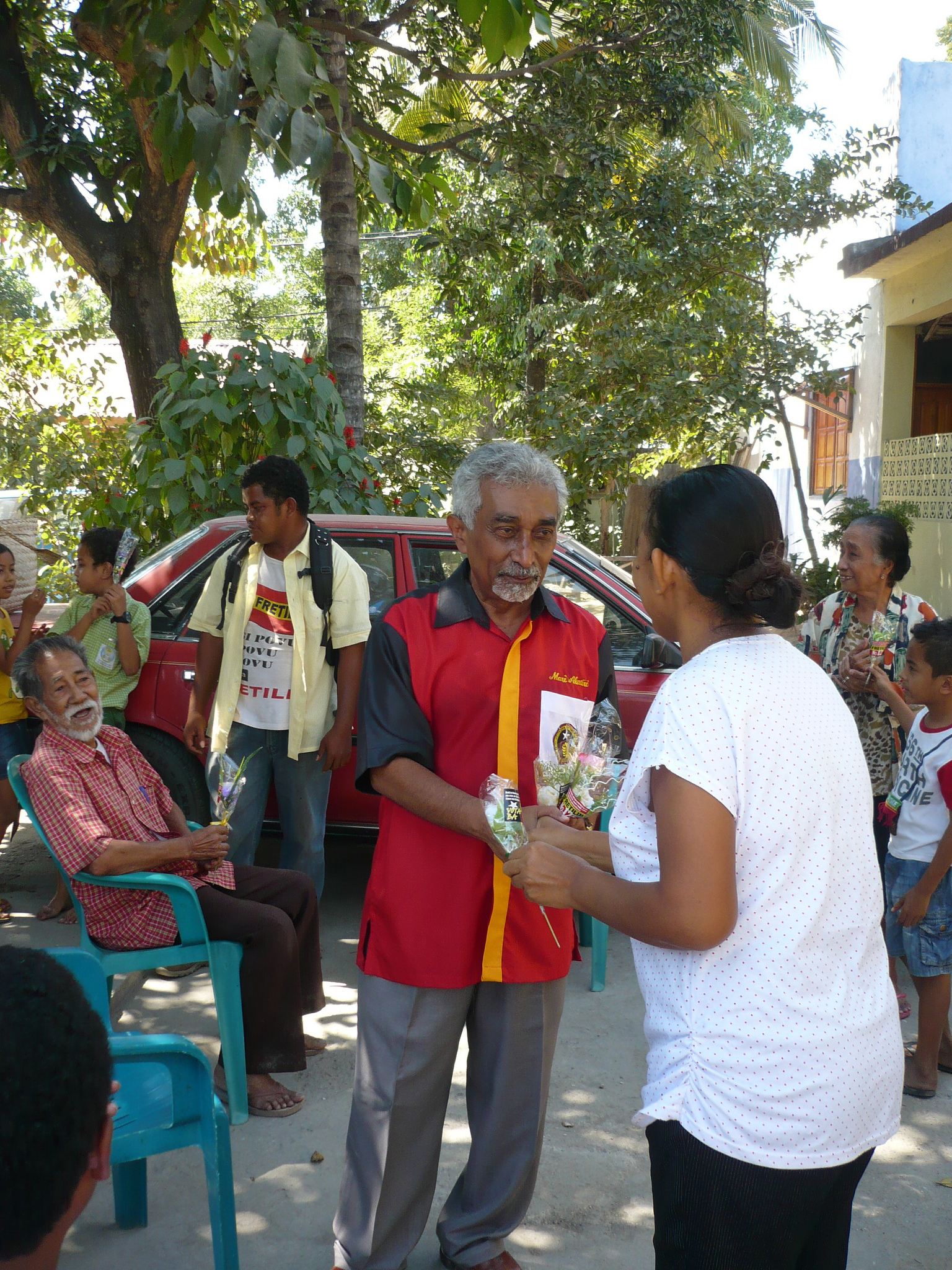
El líder del Fretilin, Mari Alkatiri, repartiendo flores el 4 de julio.

Según la ley electoral, la campaña oficial comenzó el 5 de junio y se extendió hasta el 4 de julio. El gobierno dio el 6 de julio libre a los empleados estatales, un día antes del día de las elecciones, para permitirles viajar a sus pueblos para votar.
Además de los dos partidos principales, el CNRT y el Fretilin, se inscribieron para las elecciones otros diecinueve partidos y listas, aunque la elección en general estuvo polarizada entre los liderazgos de Gusmão y Alkatiri. La campaña electoral se centró en cuestiones económicas, en particular en la cuestión de qué hacer con el fondo petrolero del país, valorado en 10,5 mil millones de dólares. La campaña del CNRT se comprometió a aumentar la cantidad de dinero que el fondo contribuía al presupuesto estatal más allá del límite existente del 3% y a atraer préstamos extranjeros para proyectos de mejora de infraestructura, prometiendo inversiones a largo plazo en carreteras, electricidad y suministro de agua. El Fretilin se opuso a las políticas del CNRT sobre préstamos extranjeros y cambios en el gasto del fondo petrolero, pero llevó a cabo una campaña centrada en aumentar los niveles de ingresos y educación. Otros puntos centrales de la campaña electoral fueron la lucha contra la corrupción, el desarrollo de infraestructuras y la garantía de la paz y la estabilidad en el país. El Fretilin cuestionó las denuncias de corrupción en el gobierno liderado por el CNRT y se comprometió a ponerle fin si su partido ganaba las elecciones.
En la campaña electoral, el Fretilin prometió al menos 150 horas de trabajo remunerado en proyectos gubernamentales por cada timorense desempleado anualmente (el desempleo oscilaba entre el 50 y el 60%) y apoyo financiero para las mujeres en formación. El PD, dado su electorado mayoritariamente joven, prometió becas para estudiantes, mientras que el CNRT mantuvo un enfoque de campaña personalista, centrado en el carisma de Gusmão y sus méritos en la lucha por la libertad, así como en la popularidad de los planes de desarrollo impulsados por el gobierno. El Frenti-Mudança no organizó grandes eventos. En cambio, pagó entre 100 y 200 dólares estadounidenses a pequeños grupos que harían campaña por el partido en sus ciudades de origen. De esta manera, el partido relativamente pequeño pudo llegar incluso a regiones remotas del país, aunque esto fue objeto de críticas por parte de observadores electorales, que lo vieron como un intento de compra de votos. El Fretilin anunció que en lugar de realizar una concentración como evento final en Dili, distribuirían flores a la gente el último día de la campaña electoral como señal de paz.
A pesar de la falta de encuestas, analistas predijeron que el Fretilin o el CNRT seguían siendo los únicos dos partidos con posibilidades de encabezar el siguiente ejecutivo, y que alguno de los dos lideraría un gobierno de coalición después de las elecciones, a pesar de que ambos partidos se habían fijado públicamente el objetivo de una mayoría absoluta. Se esperaba que el PD o el PSD proporcionaran la mayoría, pero habían perdido fuerza considerable desde las últimas elecciones.

## Conducta

### Observación electoral

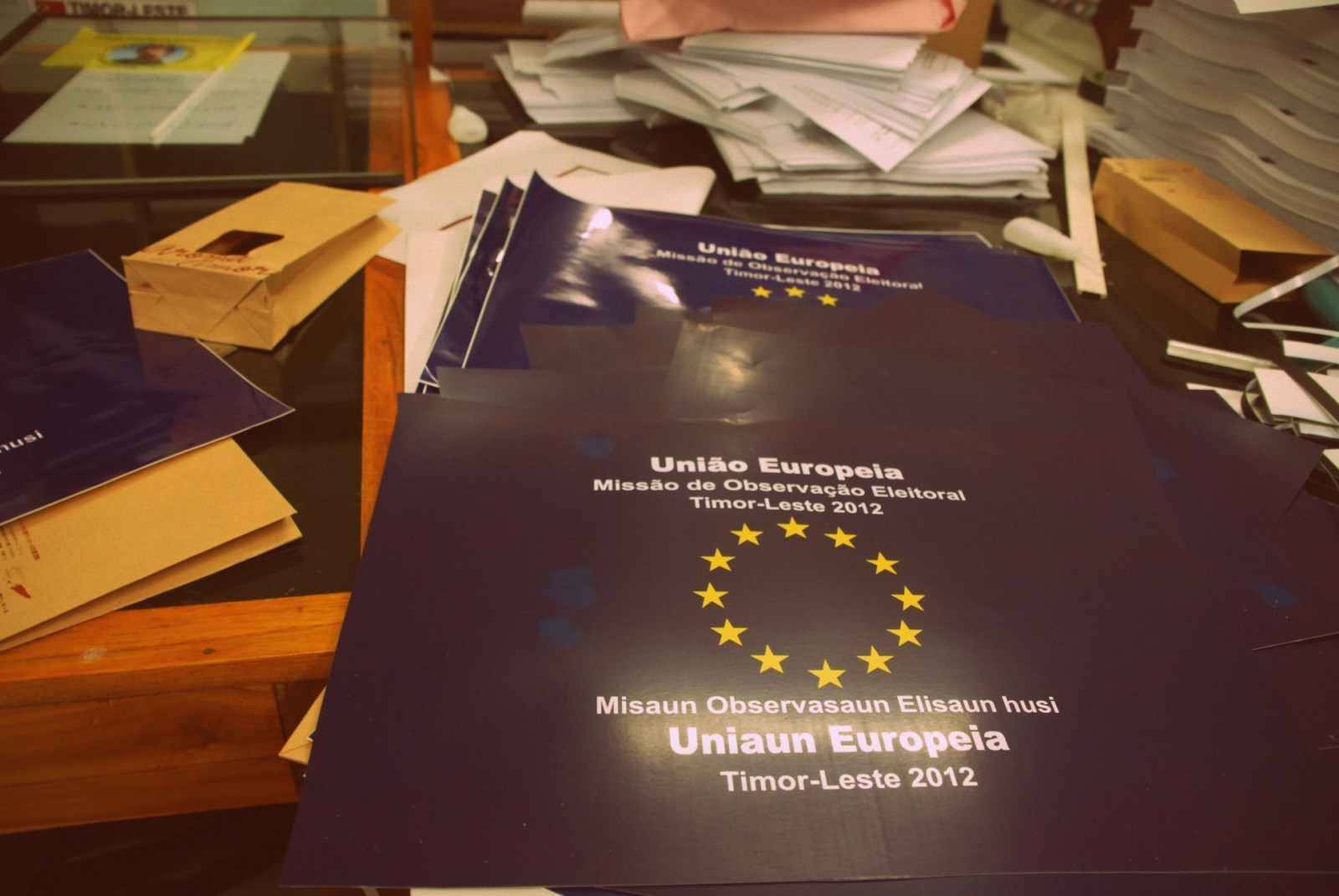
La Unión Europea envió 70 observadores electorales a Timor Oriental.

Se registraron en total 586 observadores electorales extranjeros y 2.618 nacionales. La Unión Europea envió 70 observadores y analistas electorales a Timor Oriental. Cinco parlamentarios de Nueva Zelanda concurrieron en calidad de observadores.  Entre ellos se incluyen representantes de otros países y muchas organizaciones no gubernamentales. Además, había 106 periodistas extranjeros y 112 locales acreditados para cubrir el proceso electoral.

### Durante la campaña

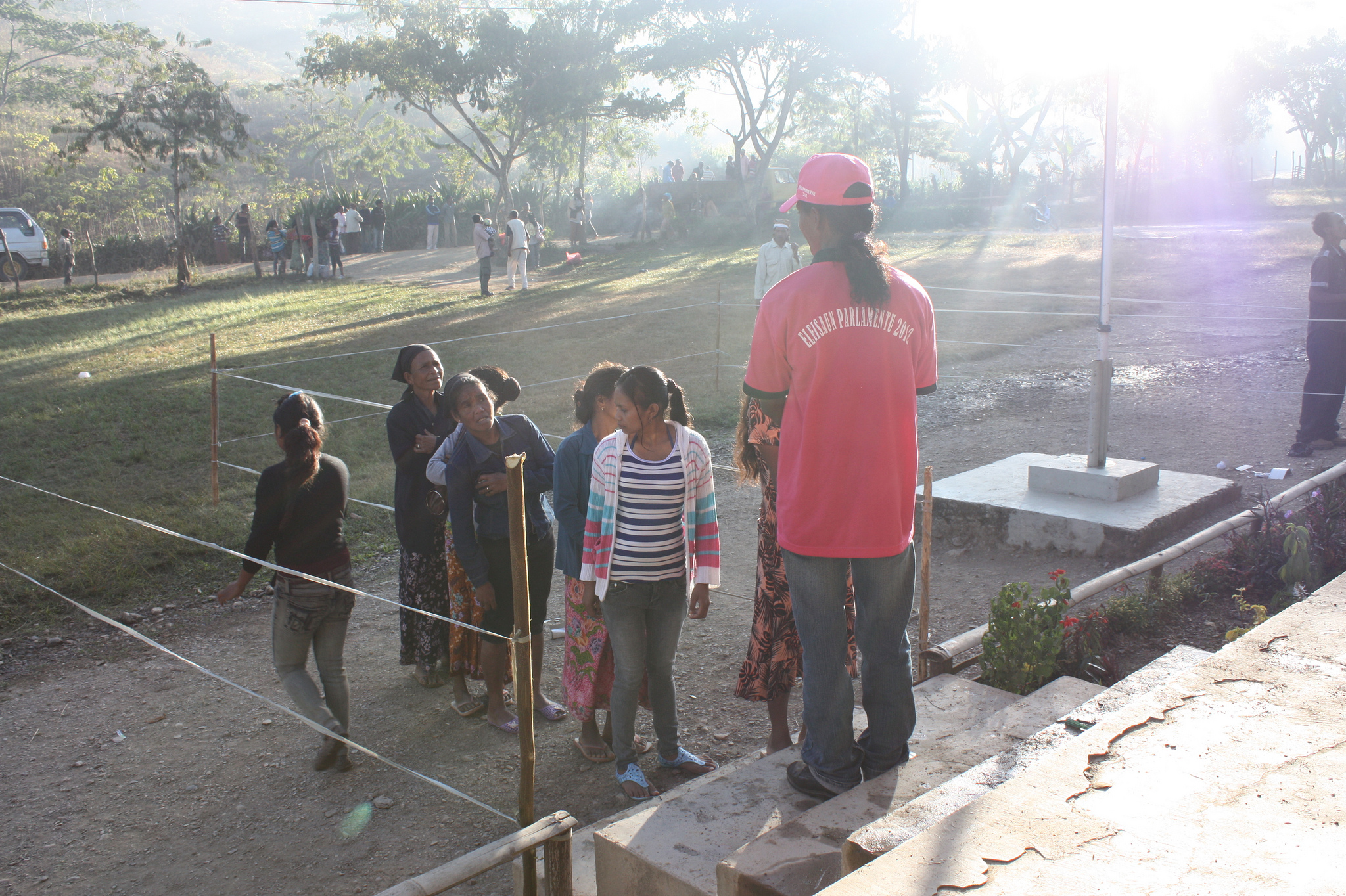
Colegio electoral en Estado, Ermera.

En junio de 2011, los partidarios del CNRT quemaron banderas de Fretilin. Los líderes de ambos partidos se reunieron de inmediato y la dirección del CNRT condenó las provocaciones. En un intento de tranquilizar las tensiones políticas en el país, el líder de Fretilin, Francisco Lu-Olo Guterres, visitó el congreso del CNRT, abrazó públicamente a Gusmão y se desearon lo mejor.
El 12 de mayo de 2012, el político de UNDERTIM Reis Kadalak amenazó con incendiar la oficina del CNE después de una sesión de capacitación del CNE. Acusó al CNE de manipular el presupuesto asignado a los partidos para la campaña electoral. El 18 de mayo, la Organización Global de Parlamentarios contra la Corrupción (GOPAC) hizo acusaciones sobre el financiamiento de la campaña del CNRT. Se dijo que empresas que habían pagado varios cientos de miles de dólares estadounidenses al partido habían recibido contratos lucrativos del gobierno. El líder del partido y primer ministro Gusmão rechazó las acusaciones, argumentando que era un financiamiento normal del partido y que solo habían recibido promesas de donaciones hasta el momento.  Si las donaciones se daban a nombre de empresas y no de particulares, serían ilegales. Las acusaciones también son controvertidas porque fueron hechas por Fernanda Borges, líder del partido PUN, y se denunciaron como electoralistas. La fiscalía y la Comisión Anticorrupción (CAC) confirmó una investigación al respecto.
El período de campaña electoral fue en su mayoría pacífico. El 23 de junio, la policía arrestó a dos hombres por arrojar piedras a vehículos de un grupo de campaña de Fretilin. Según la policía, los perpetradores no eran partidarios de otro partido, sino miembros de un grupo conocido por causar problemas. Hasta el 3 de julio, sólo se habían presentado ante el CNE catorce denuncias escritas sobre violaciones durante la campaña electoral, en su mayoría relacionadas con la destrucción de material de campaña, como banderas partidarias. Se enviaron tres denuncias a las autoridades. El incidente más grave fue un ataque incendiario a la oficina del CNRT en Ossu, Viqueque. En varias ocasiones, el CNE criticó el uso no autorizado de niños en eventos de campaña electoral. Poco antes del final de la campaña electoral regular, el líder del PD, Fernando de Aráujo, advirtió en una aparición de campaña en Baucau que algunos de los principales partidos podrían intentar comprar votos por entre 20 y 50 dólares estadounidenses. La líder del PUN, Fernanda Borges, también acusó a los grandes partidos de comprar muchos votos en el campo. El CNRT, en particular, habría gastado mucho dinero cuyo origen no estaba claro. El jefe de la misión de observación de la UE, Nuno Melo, también denunció que existieron casos de compra de votos.

### Postelectoral
La Red de Amistad Australia-Timor Oriental confirmó elecciones libres y justas en Timor Oriental, con solo «problemas técnicos menores». El Instituto Republicano Internacional de Estados Unidos también atestiguó unas elecciones pacíficas en Timor Oriental, que se desarrollaron sin incidentes importantes y generalmente cumplieron con los estándares internacionales. Sólo se registraron pequeñas irregularidades, que al parecer no influyeron en los resultados electorales. Por ejemplo, no se comprobaron todos los colegios electorales antes de emitir el voto para garantizar que el elector no tuviera ya un dedo manchado de tinta, lo que indicaría que el voto ya se había emitido. En algunos colegios electorales hubo irritación por la ubicación de las cabinas de votación, y los observadores electorales registraron esporádicamente a votantes que aún no habían cumplido la edad mínima de diecisiete años. El Secretaría General de las Naciones Unidas, Ban Ki-moon, felicitó a Timor Oriental por la conducta pacífica de las elecciones. También llegaron elogios por parte de la Unión Europea y de la Comunidad de Países de Lengua Portuguesa. Varios otros organismos elogiaron la conducta electoral, aunque la Misión de Observación de Amistad (FOM) mencionó algunos problemas y violaciones en su informe. Además de la campaña de Frenti-Mudança con trabajadores electorales remunerados, señalaron la falta de control de los dedos manchados de los electores (señal de que ya habían votado) y la aparición en los mítines electorales de hombres vestidos con trajes tradicionales y empuñando armas tradicionales como lanzas y surik. Si bien la FOM reconoció que estos eran parte del folclore del país, vieron un problema fundamental en la aparición de personas armadas en las campañas electorales. El Chefe de Suco de Lelaufe anunció en un mitin electoral en Lifau que obligaría a todos los partidos de su Suco a retirar todas las pancartas y banderas que no fueran del CNRT. No obstante, en los dos colegios electorales de Lelaufe, el CNRT sólo obtuvo el 32,63% y el 44,20%.
La organización no gubernamental Fundasaun Mahein recomendó que el nuevo gobierno establecer reglas claras sobre la financiación y las donaciones de los partidos basadas en la experiencia de las elecciones.

## Resultados

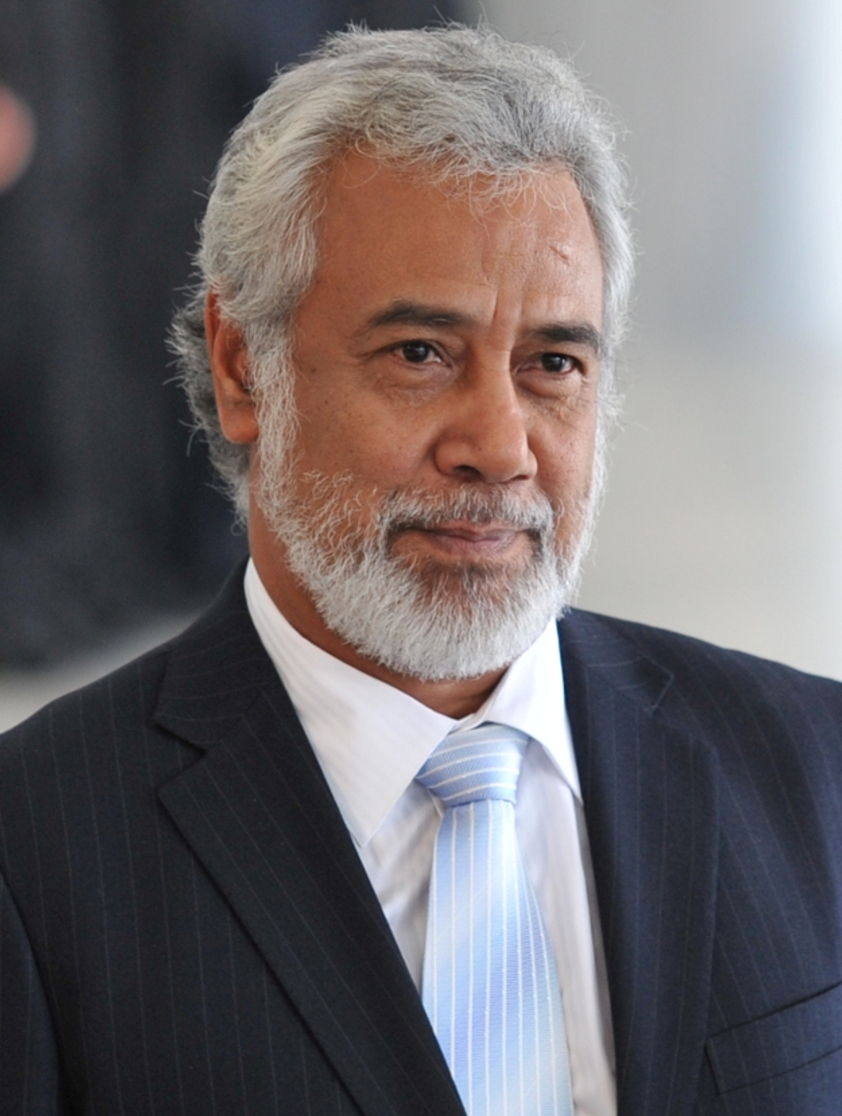
El primer ministro Xanana Gusmão llevó al CNRT a la victoria.

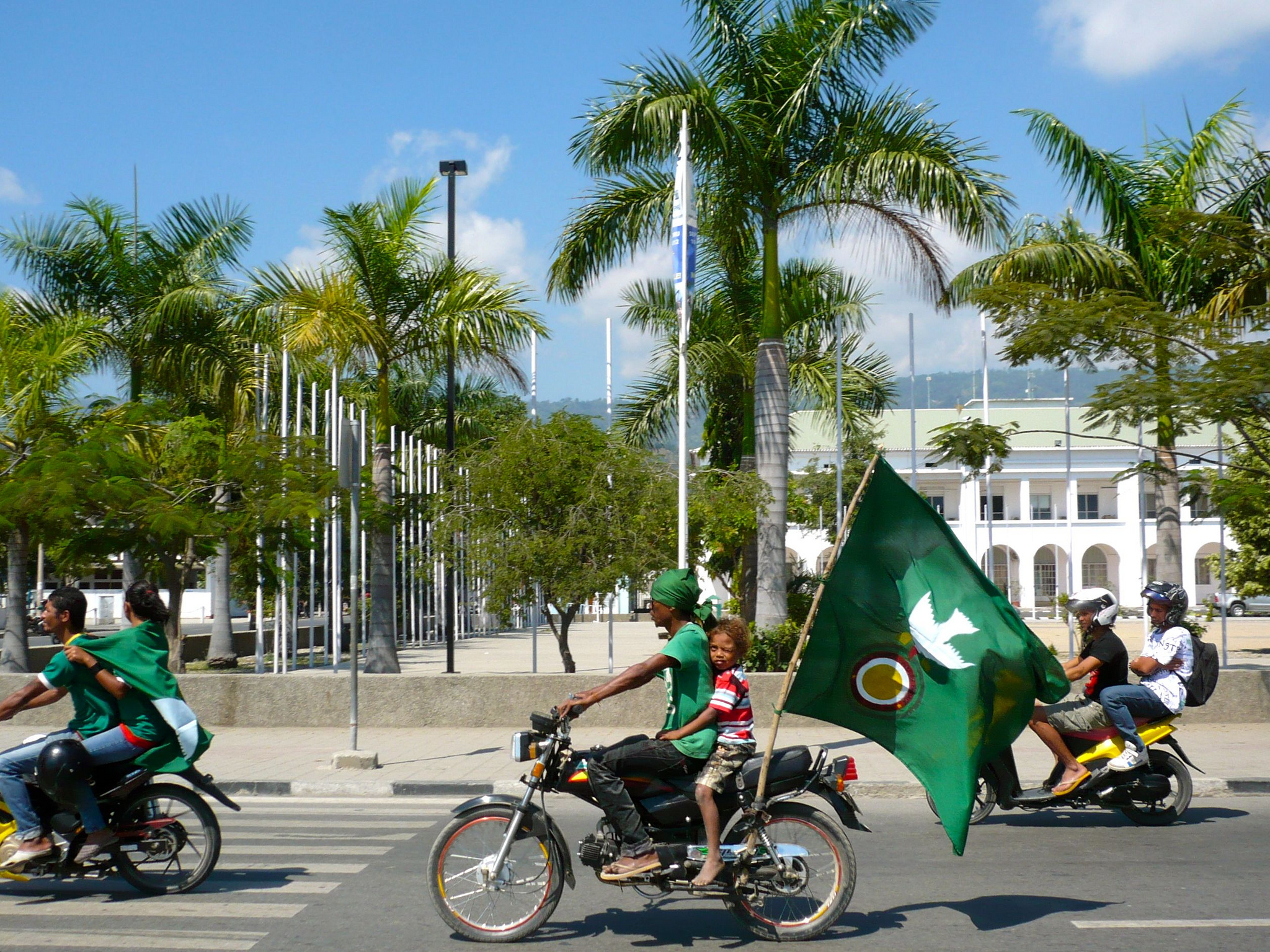
El partido KHUNTO fracasó por muy poco en ingresar al Parlamento.

Según los resultados finales preliminares, el CNRT fue el partido más votado con el 36,66% y obtuvo 30 escaños, apenas 3 por debajo de la mayoría absoluta, seguido del Fretilin con el 29,87% y 25 escaños. El PD obtuvo el 10,31% y 8 escaños y el Frenti-Mudança el 3,11% y 2 escaños. La participación fue del 74,78%. Los demás partidos y alianzas no lograron superar el umbral electoral del 3% y, por lo tanto, no ingresaron al Parlamento. KHUNTO fue el partido que más cerca estuvo de lograrlo con un 2,97%. El resultado final oficial fue publicado por el CNE el 13 de julio. Confirmó la distribución de escaños prevista anteriormente.
|  | 36.66 % |

|  | 29.87 % |

|  | 10.31 % |

|  | 3.11 % |

|  | 2.97 % |

|  | 2.41 % |

|  | 2.15 % |

|  | 1.99 % |

|  | 1.80 % |

|  | 1.49 % |

|  | 1.13 % |

|  | 0.91 % |

|  | 0.85 % |

|  | 0.84 % |

|  | 0.68 % |

|  | 0.66 % |

|  | 0.56 % |

|  | 0.54 % |

|  | 0.47 % |

|  | 0.40 % |

|  | 0.19 % |

|  | 97.64 % |

|  | 2.36 % |

|  | 100.00 % |

|  | 74.78 % |

## Consecuencias
El subsecretario general del PD, Samuel Mendonça, declaró el 10 de julio de 2012 que el PD pasaría a la oposición si se incluyera a independientes en el gabinete, ya que esto no correspondería a los criterios del partido. Sin embargo, el nuevo gabinete de Timor Oriental también incluiría miembros independientes. El secretario general del CNRT, Babo Soares, anunció que después del congreso del partido del 15 de julio, el Fretilin y el PD serían invitados a conversaciones para formar una coalición. Hasta entonces, continuarían las conversaciones informales. La organización no gubernamental La'o Hamutuk se pronunció en contra de la idea de un gobierno de unidad nacional compuesto por el CNRT y el Fretilin, describiendo la idea como contraria a las necesidades de un Estado pluralista. Por el contrario, la organización de veteranos CPD-RDTL pidió un acuerdo entre CNRT y Fretilin, diciendo que sus líderes ambos provenían del frente común del movimiento independentista y por lo tanto podrían formar un gobierno conjunto, afirmando que «los timorenses no deberían imitar el concepto internacional de oposición». El 15 de julio, el CNRT anunció que formaría una coalición con el PD y Frenti-Mudança. El diputado del Fretilin y ex primer ministro Estanislau da Silva se mostró tranquilo ante la decisión. El nuevo Parlamento Nacional inició sus sesiones el 30 de julio.
En las noches del 15 al 17 de julio, estallaron violentos disturbios en el barrio Comoro de Dili y a las afueras de la capital. En Hera, Armindo Pereira Alves, estudiante y partidario del Fretilin de Uato-Lari, fue asesinado a tiros por un oficial de policía, que fue suspendido temporalmente. Cuando el cuerpo de Alves fue devuelto a su casa, hubo un ataque a la comisaría de policía en Uato-Lari. Cuatro vehículos de la PNTL y la UNPOL fueron destruidos. Uato-Lari había sido considerada durante mucho tiempo una región inestable, con enfrentamientos violentos regulares. Otras quince personas, entre ellas cuatro agentes de policía, resultaron heridas en los disturbios de Dili. 60 coches y siete casas quedaron destruidos. Dieciséis personas fueron detenidas por la policía cuando dañaban la mezquita An-Nur, la mezquita más grande de Timor Oriental. El jefe de la policía nacional, Longuinhos Monteiro, negó que hubiera una motivación política detrás de la violencia y el Fretilin negó cualquier responsabilidad por el estallido de violencia, y Alkatiri culpó a miembros del CNRT, afirmando que estos habían hablado despectivamente sobre el Fretilin en un debate retransmitido en directo por televisión y habían provocado los disturbios. Alkatiri, sin embargo, dijo que el CNRT tenía derecho a formar una coalición sin el Fretilin y que todavía quería trabajar con el gobierno. El secretario general del CNRT, Babo Soares, se disculpó por las duras palabras de sus copartidarios. No obstante, el jefe de los observadores electorales australianos, Damien Kingsbury, también atribuyó los disturbios a la decepción de los partidarios del Fretilin que habían creído en el éxito de la campaña para volver al gobierno. La policía volvió a controlar la situación por la mañana. La UNMIT no consideró el estallido de violencia como un "incidente de seguridad importante".